# 陳節 (隆慶舉人)
陳節（16世紀—17世紀），號振源，福建泉州府晉江縣人，明朝政治人物。

## 生平
陳節是隆慶四年（1570年）的舉人，授荊門學正，改任臨高知縣；他個性溫純，為政寬簡，判刑明斷，有盜賊殺人已判刑，他複審時發現兇器是屠刀，而犯人明顯不懂屠宰，故此懷疑並關押對方，數日真正殺人的屠夫抓獲，囚著的平民得以釋放。之後他奉朝廷量度土地，廉謹而平均，海瑞敘功稱他公廉勤慎、四道均備，升任儋州知州獲百姓泣留，立碑紀錄政績；於儋州時改變當地風俗，公餘又和士子談論詩文，官至台州府同知，死後入祀賢宦祠。

## 引用
1. 1 2  道光《晉江縣志·卷四十三·人物志·宦績之四》：陳節，隆慶庚午舉人，授臨高知縣。政務寬簡，奉檄丈田，廉謹不苟。瓊俗華費，節獨清儉異常。有時趨府歸，老穉迎謁如家人父子。入覲，泣留不獲，勒碑紀德。
2. ↑  光緒《臨高縣志·卷十一·宦績類》：陳節，號振源，晉江舉人，萬厯初由荊門司教擢臨高知縣，德性溫純，才達政簡，明於斷獄；有盜殺人者，獄具於前，令節復鞫之，視其器為屠刀，訪其人素未習屠，疑而置之，數日得殺人者乃屠，而囚固平民也，釋之。奉檄丈田，廉謹均平，海忠介敘其成功，稱其公廉勤慎、四道備焉；晉儋牧，百姓泣留不可，乃勒紀績，許子偉記，見藝文志，厯台州同知。 舊志、府志參修
3. ↑  民國《續修儋縣志·卷十五·官師志》：陳節，萬歷年知儋州事，能移風俗，公餘之暇嘗與士子課文論詩，以孝悌忠信而風為之一整焉，其惠政仁聲播灸人口，士民不忍忘，謹奉祀賢宦祠。